# Колорадо Сити (Тексас)
Колорадо Сити (енгл. Colorado City) град је у америчкој савезној држави Тексас. По попису становништва из 2010. у њему је живело 4.146 становника.

## Демографија
Према попису становништва из 2010. у граду је живело 4.146 становника, што је 135 (3,2%) становника мање него 2000. године.
| Група             | 2000.         | 2010.         |
| Белци             | 2.445 (57,1%) | 2.089 (50,4%) |
| Афроамериканци    | 218 (5,1%)    | 211 (5,1%)    |
| Азијати           | 19 (0,4%)     | 10 (0,2%)     |
| Хиспаноамериканци | 1.552 (36,3%) | 1.790 (43,2%) |
| Укупно            | 4.281         | 4.146         |